# Подшивалов, Пётр Александрович
Пётр Александрович Подшивалов (13 января 1949, Глазовка, Тамбовская область — 15 июня 2014) — советский и российский тренер по биатлону, заслуженный тренер России.

## Биография
Заслуженный мастер спорта России. Окончил Белорусский институт физической культуры (1971).
С 1954 г. жил в Мурманске. Трудовую деятельность начинал монтером-ремонтником вагонного депо. С 1974 г. тренер-преподаватель Школы высшего спортивного мастерства, с 2000 г. — старший тренер-преподаватель СДЮСШОР по зимним видам спорта.
Самая известная воспитанница тренера многократный призёр этапов Кубка Мира, чемпион Мира (2001), чемпион Европы (2003), участница Зимних Олимпийских игр в Солт‑Лейк‑Сити (2000) Анна Богалий-Титовец, с которой он работал с 1993 по 2004 гг.
В интервью телеканалу «Евроспорт» биатлонистка так вспоминала о работе с тренером:

 «Знаете, как он меня на гонки настраивал? Старался чем-нибудь из себя вывести, чтобы я закипела и сорвалась, ответила бы ему резко. После я успокаивалась, сосредотачивалась, и всё, как правило, складывалось удачно. Он, наверное, первым из тренеров заметил, что в моём случае это нередко помогает — когда я попала в национальную сборную, он и со старшими тренерами этим наблюдением поделился. Со мной выезжал нечасто. На первый мой взрослый чемпионат мира поехал, да потом ещё несколько раз — на Кубок мира. Зато всегда встречал дома и в Москве». — 
 Похоронен на Новом мурманском кладбище (левая сторона, сектор № 57).

## Награды и звания
Заслуженный тренер Российской Федерации (2001).